# Blue Collar (film)
Pour les articles homonymes, voir Blue Collar.
Pour plus de détails, voir Fiche technique et Distribution.
Blue Collar est un film américain réalisé par Paul Schrader et sorti en 1978. Il s'agit du premier long métrage du réalisateur.

## Synopsis
Trois ouvriers et amis, Zeke, Jerry et Smokey, travaillent dans une usine de voitures à Détroit. Une nuit, ils ont l'idée de voler le bureau du syndicat local. D'abord, ils pensent que c'est un échec, car ils ne dérobent que 600 dollars, mais Zeke se rend compte qu'ils ont aussi obtenu certains documents compromettants. Ils décident alors de faire chanter le syndicat, provoqués par le fait que ce dernier revendique avoir perdu 10 000 dollars à la suite de leur vol.

## Fiche technique
- Titre original : Blue Collar
- Réalisation : Paul Schrader
- Scénario : Sydney A. Glass, Paul Schrader et Leonard Schrader (en)
- Musique : Jack Nitzsche
- Décors : Lawrence G. Paull
- Photographie : Bobby Byrne (en)
- Montage : Tom Rolf
- Production : Robin French, Don Guest (en)
- Pays de production :  États-Unis
- Format : Couleurs - 1,85:1 - Mono
- Genre : Drame
- Durée : 114 minutes
- Dates de sortie[1] :
  - États-Unis : 10 février 1978
  - France : octobre 1978 (festival de film de Paris)
  - France : 29 novembre 1978
- Classification[2] :
  - États-Unis : R

## Distribution
Note : le doublage français a été réalisé pour la sortie en DVD du film en 2013.
- Richard Pryor (VF : Frantz Confiac) : Zeke Brown
- Harvey Keitel (VF : Bernard Tiphaine) : Jerry Bartowski
- Yaphet Kotto (VF : Thierry Desroses) : Smokey James
- Ed Begley Jr. : Bobby Joe
- George Memmoli (en) : Jenkins
- Lucy Saroyan : Arlene Bartowski
- Lane Smith : Clarence Hill, steward de l'Union
- Cliff De Young : John Burrows
- Tracey Walter : membre de l'Union
- Harry Northup : Hank
- Milton Selzer : Sumabitch
- Harry Bellaver (VF : Jean-Claude Sachot) : Eddie Johnson

## Production
Le tournage a lieu dans le Michigan, notamment à Détroit et Kalamazoo. Il est notamment marqué par des conflits violents entre les acteurs Richard Pryor, Yaphet Kotto et Harvey Keitel.

## Accueil
Blue Collar est globalement très bien reçu par la critique. Sur l’agrégateur de critiques Rotten Tomatoes, il obtient 98% d'avis favorables pour 45 critiques et une note moyenne de 8,2⁄10. Le consensus suivant résume les critiques compilées par le site : « Blue Collar de Paul Schrader propose une mise en accusation brûlante et sombre de l'exploitation du travail et du consumérisme rampant, alimentée par le travail exceptionnel d'une excellente distribution ». Sur Metacritic, il obtient une note moyenne de 77⁄100 pour 12 critiques.
Les célèbres critiques américains Roger Ebert et Gene Siskel font tous deux l'éloge du film. Le premier lui donne la note maximale de 4/4. Le second le classe à la 4e place de son Top 10 annuel.
Le cinéaste Spike Lee le range parmi sa liste des « Films que tous les cinéastes en herbe doivent voir ». The New York Times le classe parmi les 1000 meilleurs films de tous les temps.
Dans son autobiographie Born to Run, Bruce Springsteen déclare que Blue Collar et Taxi Driver font partie de ses films préférés des années 1970.

## Distinctions
(en) Récompenses pour Blue Collar sur l’Internet Movie Database
- Los Angeles Film Critics Association Awards 1978 : nomination au prix de la meilleure musique
- Festival international du film de Valladolid 1978 : épi d'argent pour Paul Schrader, également nommé au Espiga de Oro

## Sortie vidéo
Blue Collar ressort en combo DVD/Blu-ray le 7 juillet 2020 édité par Elephant Films, avec en complément un livret signé Stephen Sarrazin (16 pages), une analyse du film par Jean-Baptiste Thoret (50') et un module centré sur le syndicalisme dans le film intitulé "Les Hommes du syndicat" réalisé par Julien Comelli et Erwan Le Gac (24')[réf. souhaitée].